# Vackor néni busza
A Vackor néni busza (City on the Edge of Forever a.k.a. Flashbacks) a South Park című amerikai animációs sorozat 20. része (a 2. évad 7. epizódja). Elsőként 1998. június 17-én sugározták az Egyesült Államokban.
Az epizódban a főszereplő gyerekek osztálya bajba kerül, mikor egy kiránduláson az iskolabusz egy szakadék szélén reked. A sofőr, Vackor néni elindul segítséget keresni, eközben pedig változatos kalandokba keveredik.
Az eredeti cím („City on the Edge of Forever”) egyben egy Star Trek-epizód címe („Város az Örökkévalóság határán”). A piros pólós srác, akit megöl a szörny, szintén utalás a sorozatra; a pólóján egy Star Trek-embléma látható, illetve a sorozatban is gyakran meghaltak mellékszereplők, akik általában piros egyenruhát viseltek.
Az epizódban vendégszerepel Jay Leno, aki epizódbeli önmaga hangját kölcsönözi az angol nyelvű változatban, továbbá Henry Winkler színész adja a szörny hangját, illetve Brent Musburger sportriporter Szőrmóksegg lábának eredeti hangja a gyerekek egyik visszaemlékezésében.

## Cselekmény
A gyerekek a hegyek közt utaznak, amikor a busz kisodródik, majd egy szikla legszélén áll meg. Vackor néni, a buszsofőr elindul segítséget keresni, de megparancsolja a srácoknak, hogy maradjanak a buszban, különben egy nagy pók-szörny megeszi őket. Hogy elüssék az időt, a gyerekek több korábbi kalandot is felidéznek, többek közt Cartman anális beültetését, illetve Testsúly 4000, A vulkán és a Halál című részeket. Mégis az emlékeik nagymértékben különböznek attól, ami valójában történt. Stan Marsh például kétszer is megcsókolja Wendyt, anélkül, hogy zavarában elhányná magát, valamint a megváltoztatott történetekbe valamilyen módon mindig belekerül egy fagylalt, és az elbeszélés végén valamelyik szereplő azt mondja: „Majdnem fagyos lett a hangulat...”, melyen a többiek nevetnek. Az egyik emlék nem egy tényleges epizódból származik, hanem Fonzie-t mutatja a Happy Days című sorozatból, aki motorkerékpárral ugrat át buszokat (és közben megöli Kenny McCormickot). Időközben egy ismeretlen, Star Trek-egyenruhás fiú megunja a várakozást és kiszáll a buszból, de egy szörny tényleg megeszi, majd ostromolni kezdi a járművet és magával ragadja Kennyt.
Vackor néni útközben találkozik egy Mitch (vagy Marcus; mindkét néven utalnak rá) nevű Elvis-imitátor kamionsofőrrel, aki viccesnek találja a nő dühkitöréseit, ezért segít neki humoristaként elhelyezkedni és Vackor néni még a The Tonight Show with Jay Leno című műsorban is szereplési lehetőséget kap. Vackor néni, aki időközben elfeledkezett a bajba jutott gyerekekről, nem sokáig dolgozik humoristaként, de közel kerülnek egymáshoz Mitchcsel. Mr. Mackey ezalatt meggyőzi az aggódó szülőket, hogy gyerekeik elszöktek otthonról, ezért egy tévéműsort készítenek, hogy rájuk találjanak. A gyerekek egy hordozható televízión végignézik szüleik elkeseredett üzenetét, melyben hazahívják gyermekeiket (köztük egy közösen elénekelt dalt is) és az roppant kínosnak találják.
Az utolsó visszaemlékezés során Eric Cartman felidézi egyik kalandját, melyben a valódi apját kereste – azonban tévesen úgy emlékszik, az John Elway, a Denver Broncos egyik játékosa volt. Amikor Kyle Broflovski kijavítja („Nem úgy volt, hogy a faterod a muterod, mert pénisze van?”), Cartman feldühödik és hátramegy, hogy rátámadjon, de ekkor a busz kibillen az egyensúlyából és lezuhan – egyenesen egy nagy doboz fagyiba. Cartman hirtelen felismeri, hogy ennek az egésznek semmi értelme, majd felébred a saját ágyában. Miután elmeséli álmát, az anyja reggelire csótányokat ad neki, majd együtt megeszik őket. Ezután Stan riad fel a ágyában és felhívja Kyle-t, hogy beszéljen vele a furcsa álomról (tehát ez egy „álom az álomban” epizód volt).
Ezalatt Mitch bevallja Vackor néninek, hogy kapcsolatuk csupán egy nyolcéves fiú álmának eredménye, de ő kijelenti, hogy tisztában van vele, ennek ellenére szeretné még kiélvezni a pillanatot.